# Heidemarie Steiner
Heidemarie Steiner, verh. Walther-Steiner oder Steiner-Walther (* 9. Mai 1944 in Kolberg, Pommern) ist eine ehemalige  deutsche Eiskunstläuferin, die im Einzellauf und im Paarlauf für die DDR startete, und Eiskunstlauftrainerin.

## Biografie
Steiner begann als Einzelläuferin. 1960 wurde sie DDR-Meisterin. Sie nahm an zwei Europameisterschaften teil. 1960 wurde sie 26. und 1961 belegte sie den 23. Platz. Sie wurde in der DDR-Eiskunstlauf-Hierarchie von Gabriele Seyfert verdrängt und wollte ihre Karriere schon beenden.
Sie wechselte dann jedoch zum Paarlauf und trat fortan mit Heinz-Ulrich Walther an, den sie 1969 heiratete und als Nachname Walther-Steiner oder Steiner-Walther für sich wählte. In den Jahren 1966, 1967, 1969 und 1970 wurde das Paar DDR-Meister. Sie nahmen im Zeitraum von 1966 bis 1970 an Welt- und Europameisterschaften teil. Bei den Europameisterschaften 1967, 1968 und 1970 gewannen sie die Bronzemedaille. Ihre einzige Medaille bei Weltmeisterschaften errangen sie mit Bronze hinter den sowjetischen Paaren Irina Rodnina und Alexei Ulanow sowie Ljudmila Smirnowa und Andrei Suraikin bei der Weltmeisterschaft 1970 in Ljubljana. Es war die erste Medaille im Paarlauf für die DDR bei Eiskunstlaufweltmeisterschaften. Bei den Olympischen Spielen 1968 in Grenoble verpassten sie als Vierte eine Medaille. Ihr Trainer war Heinz-Friedrich Lindner.
Nach dem Ende ihrer Eiskunstlaufkarriere und einem Studium an der DHfK wurde Steiner-Walther Trainerin beim SC Dynamo Berlin (heute SC Berlin). Dort trainierte sie unter anderem Romy Kermer und Rolf Oesterreich, Birgit Lorenz und Knut Schubert, Babette Preußler und Tobias Schröter, Katrin Kanitz,  Peggy Schwarz und Alexander König sowie Simone Koch. Später trainierte sie das Schweizer Paar Leslie Monod & Cedric Monod und choreografierte auch für sie. In der Saison 2013–14 betreute sie u. a. den deutschen Vizemeister Franz Streubel bei den Europameisterschaften in Budapest. Für ihre Leistungen als Trainerin wurde sie 1976 mit dem Vaterländischen Verdienstorden ausgezeichnet.
Sie lebt heute wieder in Berlin, zusammen mit Ehemann Heinz-Ulrich Walther.

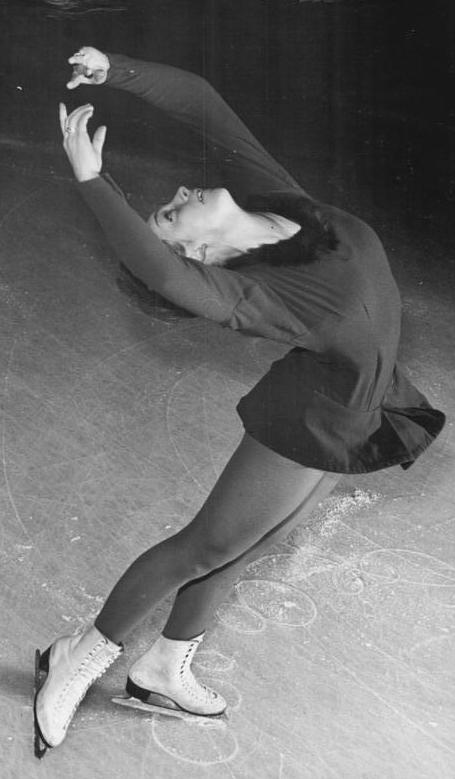
Heidemarie Steiner, 1963

## Ergebnisse

### Einzellauf
| Wettbewerb / Jahr     | 1960 | 1961 | 1962 | 1963 |
| --------------------- | ---- | ---- | ---- | ---- |
| Europameisterschaften | 26.  | 23.  |      |      |
| DDR-Meisterschaften   | 1.   | 3.   | 2.   | 2.   |

### Paarlauf
(mit Heinz-Ulrich Walther)
| Wettbewerb / Jahr       | 1966 | 1967 | 1968 | 1969 | 1970 |
| ----------------------- | ---- | ---- | ---- | ---- | ---- |
| Olympische Winterspiele |      |      | 4.   |      |      |
| Weltmeisterschaften     | 9.   | 5.   | 5.   | 5.   | 3.   |
| Europameisterschaften   | 8.   | 3.   | 3.   | 4.   | 3.   |
| DDR-Meisterschaften     | 1.   | 1.   | 2.   | 1.   | 1.   |